# Red de Bibliotecas y Archivos del CSIC
La Red de Bibliotecas y Archivos del Consejo Superior de Investigaciones Científicas (CSIC) forma parte del Sistema de Información Científica (SIC) y está constituida por la Unidad de Recursos de Información Científica para la Investigación (URICI) y por 57 bibliotecas especializadas distribuidas por varias comunidades autónomas, una en Roma más 4 bibliotecas externas asociadas, además de 19 archivos científicos. Las bibliotecas y los archivos de la Red están ubicados en centros de investigación, propios del CSIC o que este organismo comparte con Universidades u otros organismos de investigación. La Red de Bibliotecas y Archivos del CSIC también proporciona servicios bibliotecarios al personal investigador de los centros e institutos que no tienen biblioteca a través del Plan 100% Digital.
Las bibliotecas y archivos del CSIC albergan un gran patrimonio bibliográfico de monografías y revistas en papel y de acceso electrónico, además de otro tipo de material como mapas, fotografías, manuscritos y material de archivo, que responde a las líneas de investigación de la institución a lo largo de toda su historia. Este patrimonio ha generado uno de los mayores catálogos colectivos automatizados de acceso público del país, disponible a través de internet, denominado CIRBIC (Catálogos Informatizados de la Red de bibliotecas y archivos del CSIC)
La Red de Bibliotecas y Archivos en su conjunto está muy involucrada en la difusión de la ciencia que se genera en el CSIC por medio de las posibilidades que proporcionan las políticas de acceso abierto, suscritas por el Organismo, para lo cual impulsa y mantiene el Repositorio Institucional del CSIC (Digital.CSIC).

## Datos básicos de la Red de Bibliotecas y Archivos del CSIC
La Red de Bibliotecas y Archivos del CSIC es un sistema horizontal de información científica que permite la selección, organización, difusión, acceso y conservación de los recursos de información con el fin de ser un instrumento útil para la investigación que desarrolla el CSIC. La Red de Bibliotecas y Archivos da soporte a la excelencia científica garantizando el acceso físico y electrónico a la información, para una comunidad de investigación multidisciplinar como la del CSIC mediante la utilización, en modo local o remoto, de infraestructuras y servicios de calidad. 

## Historia de la Red
El CSIC establece en 1984 el Plan de Informatización de Bibliotecas (PRIBIC) que empieza a funcionar el año siguiente con el objetivo de automatizar en un catálogo colectivo los libros y revistas que custodian las bibliotecas de la institución. A partir de ese momento se pone en marcha un proceso que incluirá la conversión retrospectiva masiva de los fondos bibliográficos y la creación de registros de autoridad para materias, entidades y autores; en poco tiempo, el catálogo colectivo del CSIC (CIRBIC) se convierte en una fuente de información básica para la información de carácter científico. CIRBIC, en los primeros años de su funcionamiento, se va a constituir en la columna vertebral de las bibliotecas del CSIC, propiciando la definición de modos de trabajo comunes y de prestación homogénea de servicios bibliotecarios; estas tareas de coordinación las asume de hecho el grupo de profesionales que trabaja en el PRIBIC, como también se hace cargo de la representación de las bibliotecas del CSIC en los ámbitos profesionales y, en especial, en las relaciones con las bibliotecas universitarias, favoreciendo el acercamiento institucional para la consecución de objetivos comunes. Toda esta actividad hace que las bibliotecas del CSIC se reconozcan desde muy pronto como integrantes de una red que trabaja de forma descentralizada con una dirección y criterios compartidos. La evolución de las bibliotecas del CSIC durante la última parte de la década de los 80 se produce en paralelo a la transformación general de las bibliotecas en España y en el mundo.
A partir de 1990 el CSIC reconoce oficialmente el desarrollo alcanzado por sus bibliotecas transformando ese año el PRIBIC en la Unidad de Coordinación de Bibliotecas (CBIC) con el objetivo principal de modernizar los servicios bibliotecarios y aprovechar al máximo los recursos. La Red de Bibliotecas del CSIC, denominación que se venía utilizando desde tiempo atrás, alcanza así un nivel que, durante la siguiente década, va a profundizar en los logros obtenidos y ampliar sus líneas de actuación. En 1998, a iniciativa de la CBIC, se pone en marcha la automatización de varios archivos del CSIC, iniciándose un camino de trabajo sostenido en el tiempo. A finales de los 90 la aparición de nuevas herramientas de comunicación y, especialmente, la irrupción de internet, va a propiciar vías de trabajo y desarrollo para las bibliotecas del CSIC, siendo especialmente importante por su trascendencia la incorporación de las primeras revistas electrónicas, que abren el camino a la implantación de los recursos electrónicos como fuente fundamental de información para la ciencia. También es en este periodo cuando se avanza en políticas de racionalización en la compra de recursos de información, tendencia que estará presente a partir de ese momento en la Red de Bibliotecas del CSIC como elemento básico en la gestión del conjunto de su colección.
Se puede considerar que a partir del año 2000 se produce una aceleración en la transformación de la Red de Bibliotecas del CSIC; es desde ese momento, en años sucesivos, cuando la presencia de revistas electrónicas y libros electrónicos se consolida entre el personal investigador y se ponen a disposición de los usuarios nuevas formas, más cómodas y simples, de acceso a la información y de proporcionar los servicios bibliotecarios, no sólo de manera presencial, sino también a distancia; en ese sentido se puede destacar la puesta en marcha de la Biblioteca Virtual del CSIC, punto único de consulta de todos los recursos de información disponibles, y del Punto de Acceso a Proveedores de Información (PAPI), que permite llegar a la información científica desde cualquier lugar del mundo con conexión a internet. En estos años se aprobarán dos planes estratégicos específicos (2006-2009 y 2010-2013) que implican una visión de gestión unitaria y de largo alcance para la Red. En 2006 el CSIC firma la Declaración de Berlín por la que se adhiere a las políticas de acceso abierto; a partir de ese momento, la Red de Bibliotecas del CSIC está firmemente involucrada en la difusión de la ciencia que se hace en la institución, concretándose en la puesta en marcha y rápida consolidación de un repositorio institucional (Digital.CSIC). En 2009 se aprueba el Reglamento de la Red de Bibliotecas de la Agencia Estatal CSIC en el que se define claramente la estructura y funcionamiento de la Red y que es un texto fundamental para su desarrollo posterior. No menos importante es la aprobación en 2010 y su actualización en febrero de 2015 por la Subsecretaría de Economía y Competitividad de la carta de servicios de la Red de Bibliotecas del CSIC, en la que se alcanza un compromiso total con las políticas de calidad que promueve la institución. Y también en este período se inicia la política de digitalización de fondos patrimoniales conservados en las bibliotecas y archivos del CSIC con el objetivo de hacer accesibles de la manera más amplia obras y documentos de gran relevancia para la Historia de la Ciencia.
Un hito fundamental es la creación, en 2011, del Sistema de Información Científica del CSIC, en el que sus bibliotecas juegan un papel destacado y donde se redefinen y amplían algunos objetivos de la coordinación bibliotecaria, lo que da lugar a la Unidad de Recursos de Información Científica para la Investigación (URICI) y a la incorporación oficial a sus funciones de la política de archivos históricos de la Institución, como reconocimiento a las tareas que en ese tema se venían desarrollando. A partir de 2012 se adopta la denominación de Red de Bibliotecas y Archivos del CSIC.

## Unidad de Recursos de Información Científica para la Investigación (URICI)
La dirección y gestión de la Red recae en la Unidad de Recursos de Información Científica para la Investigación , dependiente de la Vicepresidencia de Organización y Relaciones Institucionales.Las funciones Archivado el 18 de julio de 2013 en Wayback Machine. de la URICI como responsable de la coordinación y desarrollo de la Red de Bibliotecas son el control y gestión de su automatización. Su objetivo es modernizar sus servicios y aprovechar al máximo sus recursos.

## Sobre las Bibliotecas del CSIC
Las Bibliotecas del CSIC son bibliotecas públicas de carácter restringido. Son bibliotecas de investigación con colecciones bibliográficas muy especializadas, normalmente localizadas dentro de los Centros de Investigación del CSIC, que prestan sus servicios tanto a los usuarios internos como externos a la institución. Puede ver direcciones, horarios y servicios en el Directorio de las bibliotecas del CSIC. 

## Sobre los Archivos CSIC
El Consejo Superior de Investigaciones Científicas (CSIC) es el mayor organismo público de investigación del sistema científico español. Es una institución productora de documentación archivística fruto de la actividad administrativa y científica desarrollada en los centros e institutos distribuidos en todas sus comunidades autónomas. Su antecedente histórico más inmediato es la Junta para Ampliación de Estudios creada en 1907, cuyo proyecto científico se plasma documentalmente en algunos archivos del CSIC.
Los principales archivos del CSIC son los de aquellos centros con un recorrido histórico mayor como es el caso del Museo Nacional de Ciencias Naturales, el Real Jardín Botánico y el Centro de Ciencias Humanas y Sociales. Por otro lado, existen otros fondos de archivo custodiados en las bibliotecas, no menos importantes pero de menor tamaño como son los del Instituto Cajal, el Instituto Botánico de Barcelona, la Escuela de Estudios Hispanoamericanos de Sevilla, la Institución Milà i Fontanals, la Escuela de Estudios Árabes, etc.

## Simurg(proyectos de digitalización)
Simurg (enlace roto disponible en Internet Archive; véase el historial, la primera versión y la última). es el nombre de la colección de fondos patrimoniales del CSIC digitalizados según el Plan Director de Digitalización del CSIC]. 
El nombre proviene de la mitología persa. Simurg es el pájaro inmortal que según esta mitología anida en las ramas del árbol de la Ciencia.
A lo largo de los sucesivos planes estratégicos, la Unidad de Recursos de Información Científica para la Investigación viene impulsando una política de digitalización para la difusión y puesta en valor de los fondos patrimoniales y de dominio público, custodiados en la Red de Bibliotecas y Archivos del CSIC.
La colección Simurg es una colección que ha nacido y crecido al amparo de un corpus documental teórico y práctico que ha permitido fijar una política unitaria para el desarrollo de proyectos de digitalización.

Acceso al portal “SIMURG, Fondos digitalizados del CSIC”.

## Digital.CSIC(repositorio institucional del CSIC)
Digital.CSIC es el repositorio institucional del Consejo Superior de Investigaciones Científicas (CSIC) en España. Es un archivo que da acceso a los textos completos de las publicaciones científicas elaboradas en el CSIC.

A través de Digital.CSIC, el CSIC apoya el movimiento internacional del acceso abierto y la comunicación en abierto de la investigación financiada con fondos públicos.
Digital.CSIC, con su apuesta por el acceso abierto como estrategia de difusión de las publicaciones científicas, ofrece la posibilidad de incrementar la visibilidad de las mismas y de llegar a un número mayor de lectores, lo que potencialmente se traducirá además en un número más elevado de citas a los trabajos. Ofrece además la posibilidad de tomar parte en una iniciativa internacional apoyada cada vez más por la comunidad científica para facilitar la comunicación científica y recuperar en cierta medida el control sobre la difusión de sus propias publicaciones.

Digital.CSIC es un proyecto coordinado por la Unidad de Recursos de Información Científica para la Investigación (URICI) en que participa activamente toda la Red de Bibliotecas y Archivos del CSIC.

## Estadísticas
Los datos estadísticos de la Red de Bibliotecas y Archivos del CSIC muestran la evolución anual de los diferentes servicios y herramientas de información (Catálogos, Biblioteca Virtual, repositorio Digital.CSIC y uso de la colecciones digitales). También se aporta información anual sobre los diferentes servicios de circulación de fondos: préstamo, fotocopias, uso en sala y préstamo interbibliotecario. Así mismo se dan datos sobre los canales de comunicación utilizados como herramientas para informar y difundir, en especial los relacionados con la web y la web 2.0: página web de la Red, página web de Digital.CSIC, Revista Enredadera, Twitter, Servicio de Asistencia y Referencia Virtual, Blog ECo, Conectados.0 (web para dispositivos móviles) e intranet de la Red.
Acceso a las estadísticas